# Mamo negre
El mamo negre (Drepanis funerea) era un ocell (actualment extnt) de la família dels fringíl·lids (Fringillidae).

## Hàbitat i distribució
Habitava el bosc humid de les muntanyes de les illes de Hawaii i Molokai.